# El espía que surgió del frío
El espía que surgió del frío es una novela escrita por el británico John le Carré y publicada en 1963.

## Argumento
Se desarrolla en Inglaterra y Alemania, a principios de la década de 1960, dando una visión del espionaje de la época de la Guerra Fría dura y sacrificada. Su protagonista, un espía inglés llamado Alec Leamas, realiza una operación contra el jefe del contraespionaje de Alemania Oriental. Resultó ser que ésta era mucho más complicada de lo que creía.
En 1965 se hizo una adaptación para el cine que contó con el actor Richard Burton.

## Recepción de la crítica
La novela cosechó excelentes críticas y tuvo un gran éxito de ventas. En 2006 la revista Publishers Weekly la eligió como la mejor novela de espionaje de todos los tiempos. En 1995, la Mystery Writers of America lo incluyó en su lista de las cien mejores novelas de misterio de todos los tiempos.